# Грінсбург (Кентуккі)
Грінсбург (англ. Greensburg) — місто (англ. city) в США, в окрузі Грін штату Кентуккі. Населення — 2179 осіб (2020).

## Географія
Грінсбург розташований за координатами 37°15′34″ пн. ш. 85°29′47″ зх. д. / 37.25944° пн. ш. 85.49639° зх. д. (37.259317, -85.496280).  За даними Бюро перепису населення США в 2010 році місто мало площу 5,44 км², з яких 5,41 км² — суходіл та 0,03 км² — водойми.

## Демографія
Згідно з переписом 2010 року, у місті мешкали 2163 особи в 935 домогосподарствах у складі 585 родин. Густота населення становила 398 осіб/км².  Було 1063 помешкання (195/км²).
Расовий склад населення:
| - 94,5 % — білих - 3,0 % — чорних або афроамериканців - 0,5 % — корінних американців - 0,3 % — азіатів |

До двох чи більше рас належало 1,3 %. Частка іспаномовних становила 1,0 % від усіх жителів.
За віковим діапазоном населення розподілялося таким чином: 21,5 % — особи молодші 18 років, 55,0 % — особи у віці 18—64 років, 23,5 % — особи у віці 65 років та старші. Медіана віку мешканця становила 45,3 року. На 100 осіб жіночої статі у місті припадало 83,5 чоловіків;  на 100 жінок у віці від 18 років та старших — 75,9 чоловіків також старших 18 років.
Середній дохід на одне домашнє господарство  становив 39 038 доларів США (медіана — 26 293), а середній дохід на одну сім'ю — 47 788 доларів (медіана — 36 705). Медіана доходів становила 31 571 долар для чоловіків та 24 250 доларів для жінок. За межею бідності перебувало 17,9 % осіб, у тому числі 15,9 % дітей у віці до 18 років та 17,2 % осіб у віці 65 років та старших.
Цивільне працевлаштоване населення становило 766 осіб. Основні галузі зайнятості: освіта, охорона здоров'я та соціальна допомога — 32,5 %, виробництво — 18,7 %, роздрібна торгівля — 15,4 %.